# Makoto Sugimoto
Makoto Sugimoto (japanisch 杉本 真 Sugimoto Makoto; * 27. Oktober 1987 in der Präfektur Nagano) ist ein japanischer Fußballspieler.

## Karriere
Sugimoto erlernte das Fußballspielen in der Universitätsmannschaft der Takushoku-Universität. Seinen ersten Vertrag unterschrieb er 2010 bei Tochigi SC. Der Verein spielte in der zweithöchsten Liga des Landes, der J2 League. Am Ende der Saison 2015 stieg der Verein in die J3 League ab. 2017 wurde er mit dem Verein Vizemeister der J3 League und stieg in die J2 League auf. Für den Verein absolvierte er 155 Ligaspiele. 2018 wechselte er zu Vonds Ichihara.